# Tricongius collinus
Espèce
Tricongius collinus est une espèce d'araignées aranéomorphes de la famille des Prodidomidae.

## Distribution
Cette espèce est endémique du District capitale de Caracas au Venezuela,. Elle se rencontre vers Caracas.

## Description
Le mâle syntype mesure 2,5 mm et la femelle syntype 2,5 mm.

## Systématique et taxinomie
Cette espèce a été décrite par en Simon, 1893.

## Étymologie
Son nom d'espèce lui a été donné en référence au lieu de sa découverte, des collines.

## Publication originale
- Simon, 1893 : « Arachnides. Voyage de M. E. Simon au Venezuela (décembre 1887 - avril 1888). 21e Mémoire. » Annales de la Société Entomologique de France, vol. 61, p. 423-462 (texte intégral).